# Majstorovina
Majstorovina (cyr. Мајсторовина) – wieś w Czarnogórze, w gminie Bijelo Polje. W 2011 roku liczyła 313 mieszkańców.